# Hans Fraberger
Johann „Hans“ Fraberger (* 23. März 1905 in Wien; † 1948) war ein österreichischer Boxer und nahm an den 9. Olympischen Spielen 1928 in Amsterdam teil, wo er im Weltergewicht bereits im ersten Kampf gegen den Kanadier und späteren Bronzemedaillengewinner Ray Smillie unterlag.